# .si
.si là tên miền quốc gia cấp cao nhất (ccTLD) của Slovenia. Được quản lý bởi ARNES, Mạng nghiên cứu và học thuật của Slovenia.